# MMP3
MMP3 (англ. Matrix metallopeptidase 3) – білок, який кодується однойменним геном, розташованим у людей на короткому плечі 11-ї хромосоми. Довжина поліпептидного ланцюга білка становить 477 амінокислот, а молекулярна маса — 53 977.
| 10         |  | 20         |  | 30         |  | 40         |  | 50         |
| ---------- |  | ---------- |  | ---------- |  | ---------- |  | ---------- |
| MKSLPILLLL |  | CVAVCSAYPL |  | DGAARGEDTS |  | MNLVQKYLEN |  | YYDLKKDVKQ |
| FVRRKDSGPV |  | VKKIREMQKF |  | LGLEVTGKLD |  | SDTLEVMRKP |  | RCGVPDVGHF |
| RTFPGIPKWR |  | KTHLTYRIVN |  | YTPDLPKDAV |  | DSAVEKALKV |  | WEEVTPLTFS |
| RLYEGEADIM |  | ISFAVREHGD |  | FYPFDGPGNV |  | LAHAYAPGPG |  | INGDAHFDDD |
| EQWTKDTTGT |  | NLFLVAAHEI |  | GHSLGLFHSA |  | NTEALMYPLY |  | HSLTDLTRFR |
| LSQDDINGIQ |  | SLYGPPPDSP |  | ETPLVPTEPV |  | PPEPGTPANC |  | DPALSFDAVS |
| TLRGEILIFK |  | DRHFWRKSLR |  | KLEPELHLIS |  | SFWPSLPSGV |  | DAAYEVTSKD |
| LVFIFKGNQF |  | WAIRGNEVRA |  | GYPRGIHTLG |  | FPPTVRKIDA |  | AISDKEKNKT |
| YFFVEDKYWR |  | FDEKRNSMEP |  | GFPKQIAEDF |  | PGIDSKIDAV |  | FEEFGFFYFF |
| TGSSQLEFDP |  | NAKKVTHTLK |  | SNSWLNC    |  |            |  |            |

A: Аланін

C: Цистеїн

D: Аспарагінова кислота

E: Глутамінова кислота

F: Фенілаланін

G: Гліцин

H: Гістидин

I: Ізолейцин

K: Лізин

L: Лейцин

M: Метіонін

N: Аспарагін

P: Пролін

Q: Глутамін

R: Аргінін

S: Серин

T: Треонін

V: Валін

W: Триптофан

Кодований геном білок за функціями належить до гідролаз, протеаз, металопротеаз. 
Білок має сайт для зв'язування з іонами металів, іоном цинку, іоном кальцію. 
Локалізований у позаклітинному матриксі.
Також секретований назовні.